# Rincón de Nicolás Romero
Rincón de Nicolás Romero är en ort i Mexiko.   Den ligger i kommunen Zitácuaro och delstaten Michoacán de Ocampo, i den södra delen av landet, 120 km väster om huvudstaden Mexico City. Rincón de Nicolás Romero ligger 2 325 meter över havet och antalet invånare är 6 213.
Terrängen runt Rincón de Nicolás Romero är huvudsakligen kuperad, men åt sydväst är den bergig. Runt Rincón de Nicolás Romero är det ganska tätbefolkat, med 90 invånare per kvadratkilometer. Närmaste större samhälle är Heróica Zitácuaro, 6,7 km väster om Rincón de Nicolás Romero. I omgivningarna runt Rincón de Nicolás Romero växer i huvudsak blandskog.